# Challenger de Forli II
El Città di Forlì – Trofeo MBM es un torneo profesional de tenis. Pertenece al ATP Challenger Tour. Se juega desde el año 2021 sobre pistas de dura bajo techo, en Forli, Italia.

## Palmarés

### Individuales
| Año      | Campeón       | Finalista           | Resultado        |
| -------- | ------------- | ------------------- | ---------------- |
| 2021 (1) | Maxime Cressy | Matthias Bachinger  | 6–4, 6–2         |
| 2021 (2) | Pavel Kotov   | Andrea Arnaboldi    | 6–4, 6–3         |
| 2022 (1) | Luca Nardi    | Mukund Sasikumar    | 6–3, 6–1         |
| 2022 (2) | Jack Draper   | Jay Clarke          | 6–3, 6–0         |
| 2022 (3) | Pavel Kotov   | Quentin Halys       | 7–5, 6–7(5), 6–3 |
| 2022 (4) | Jack Draper   | Tim van Rijthoven   | 6–1, 6–2         |
| 2022 (5) | Jack Draper   | Alexander Ritschard | 3–6, 6–3, 7–6(8) |

### Dobles
| Año      | Campeones                               | Finalistas                            | Resultados          |
| -------- | --------------------------------------- | ------------------------------------- | ------------------- |
| 2021 (1) | Antonio Šančić Tristan-Samuel Weissborn | Lukáš Rosol Vitaliy Sachko            | 7–6(4), 4–6, [10–7] |
| 2021 (2) | Alexander Erler Lucas Miedler           | Marco Bortolotti Sergio Martos Gornés | 6–4, 6–2            |
| 2022 (1) | Marco Bortolotti Arjun Kadhe            | Michael Geerts Alexander Ritschard    | 7–6(5), 6–2         |
| 2022 (2) | Sadio Doumbia Fabien Reboul             | Nicolás Mejía Alexander Ritschard     | 6–2, 6–3            |
| 2022 (3) | Victor Vlad Cornea Fabian Fallert       | Jonáš Forejtek Jelle Sels             | 6–4, 6–7(6), [10–7] |
| 2022 (4) | Victor Vlad Cornea Fabian Fallert       | Antonio Šančić Igor Zelenay           | 6–4, 3–6, [10–2]    |
| 2022 (5) | Marco Bortolotti Vitaliy Sachko         | Victor Vlad Cornea Fabian Fallert     | 7–6(5), 3–6, [10–5] |